# Arthur Vigneron
Arthur Vigneron, né le 30 janvier 1995 à Saint-Michel (Charente), est un handballeur professionnel français.
Il mesure 1,82 m et pèse 76 kg. Il joue au poste d'ailier droit pour le club de Saint-Raphaël Var Handball depuis 2012. 

## Biographie
Originaire de Saint-Michel, en Charente, Arthur Vigneron intègre le centre de formation de Saint-Raphaël Var Handball avant de passer professionnel au sein du club provençal en 2015. Après huit saisons, il reste toujours joueur du club varois. 

## Palmarès
Compétitions internationales
- Finaliste de la Coupe de l'EHF (C3) en 2018
  - Quatrième en 2017

Compétitions internationales
- Deuxième du Championnat de France en 2016.
- Finaliste du Trophée des champions en 2015 et 2018